# Black Isle Studios
Black Isle Studios или Блек Айл Студиос е името на компания, разработваща ролеви игри за РС и конзоли. Компанията е основана през 1988, а офисите и се намират в Лос Анджелис, Калифорния. Сред най-известните заглавия на фирмата са поредиците Fallout и Icewind Dale.
На 8 декември 2003 Interplay уволнява целия РС екип на Black Isle. По това време конзолния екип е почти готов с работата си върху Baldur's Gate: Dark Alliance II за конзолните системи. След като играта е готова, всички работили по нея също са уволнени и макар и Black Isle на теория да не е затворила врати, в компанията на практика не работи никой. Interplay не дават обяснение за решението си и считано до септември 2005 не са уточнили какво ще е бъдещето на Black Isle. По-голямата част от стария екип основава свое собствено студио – Obsidian Entertainment.

## Заглавия
- Fallout 2 (1998)
- Planescape: Torment (1999)
- Icewind Dale (2000)
- Icewind Dale: Heart of Winter (2001)
- Icewind Dale: Heart of Winter – Trials of the Luremaster (2001)
- Icewind Dale II (2002)

Освен тези заглавия, компанията взема голямо участие в разработката на още няколко игри, издадени от Interplay – оригиналния Fallout през 1997, поредицата Baldur's Gate за PC и Mac OS и поредицата Baldur's Gate: Dark Alliance за PS2, Xbox и Gamecube. Тъй като Black Isle за записани като издателите на Baldur's Gate игрите, много хора си мислят, че те са техните автори, но в действителност разработчиците на игрите от поредицата са BioWare, компания която често е бъркана като разработчика на Icewind Dale игрите.

## Кодови имена на проектите
Black Isle Studios са една от малкото компании, известни с факта, че дават кодови имена на всичките си проекти. Идеята е на Джош Сойер, който става част от екипа през 1999. Всички игри носят като кодови имена имената на американски президенти и вицепрезиденти.
- Проект Кинг – Stonekeep II, спряна от разработка през 2001 (на името на Уилям Кинг)
- Проект Адамс – Icewind Dale: Heart of Winter (на името на Джон Адамс)
- Проект Вашингтон – TORN; обявена през 2001 и скоро след това спряна от разработка (на името на Джордж Вашингтон)
- Проект Медисън – Icewind Dale: Trials of the Luremaster (на името на Джеймс Медисън
- Проект Монро – Icewind Dale II (на името на Джеймс Монро)
- Проект Куинси – Lionheart (това име е нещо като шега от страна на екипа, тъй като никога не е имало президент или вицепрезидент с такова име, но и самата игра не е разработвана от Black Isle; проектът е известен и с кодовото име Fallout Fantasy)
- Проект Джаксън – Baldur's Gate: Dark Alliance II 2003 (на името на Андрю Джаксън)
- Проект Джеферсън – неофициално известен като Baldur's Gate 3: The Black Hound; името на проекта се споменава за първи път през 2001; играта е спряна от разработка през 2003 (на името на Томас Джеферсън)
- Проект Ван Бурен – Fallout 3; спряна от разработка през 2003 (на името на Мартин Ван Бурен)